# Eulasiopalpus obscurus
Eulasiopalpus obscurus är en tvåvingeart som beskrevs av Townsend 1914. Eulasiopalpus obscurus ingår i släktet Eulasiopalpus och familjen parasitflugor.
Artens utbredningsområde är Peru. Inga underarter finns listade i Catalogue of Life.